# Sả Trung Bộ
Sả Trung Bộ (danh pháp: Cymbopogon annamensis) là một loài thực vật có hoa trong họ Hòa thảo. Loài này được (A.Camus) A.Camus miêu tả khoa học đầu tiên năm 1920.